# L'Œil de la photographie

L'Œil de la photographie est un quotidien en ligne sur l'actualité de la photographie publié chaque jour en français et anglais et mis gratuitement à disposition.

## Historique
L'ŒIL de la Photographie prend la suite du magazine Le Journal de la photographie, fermé fin août 2013,.
Il a été créé en novembre 2013 par Jean-Jacques Naudet,,.

## Concept
Il propose des reportages, des sujets, des critiques d'expositions, livres photographiques, portfolios et ventes aux enchères autour de la photographie.
Le journal s'articule sur deux plateformes : son site internet et sa web-application. Chaque plateforme propose l'édition du jour, gratuite, composée de sept articles quotidiens. 
Outre l'édition, L'Œil de la Photographie propose des archives (25 000 sujets, 200 000 photographies en haute définition) et plus de 3 000 portfolios.
Depuis janvier 2018, L'Œil de la Photographie propose le premier agenda photographique international. L'Agenda recense l'ensemble des événements photographiques (expositions, conférences, signatures, foires, festivals) dans le monde.
L'Œil de la Photographie figure parmi les médias de référence en France et à l'international. Il rassemble 250 000 visiteurs uniques par mois, répartis dans 177 pays différents.[réf. nécessaire]
Le quotidien est publié sur internet en deux langues : en français, en anglais.

## L'équipe
Jean-Jacques Naudet : Directeur de la publication
Ancien rédacteur en chef du magazine français Photo durant 18 ans, il est également correspondant photographique de Paris Match, Elle, Premiere à New York puis éditor-at-large d’American Photo durant 18 autres années. Après avoir co-fondé Le Journal de la Photographie en 2010, il crée en octobre 2013 L’Œil de la Photographie.
Jonas Cuénin : Rédacteur en chef
Journaliste spécialisé en photographie depuis 2010, Jonas Cuénin a été contributeur à L’Œil de la Photographie depuis sa création puis est devenu rédacteur en chef de la revue Camera durant 2 ans. Il dirige la rédaction de L’Œil de la Photographie depuis 2015.
Orsolya Elek : Responsable de l’Agenda et des projets numériques
Arthur Dayras : Responsable du développement économique / Pôle Audience
Laurent Nicolas (Hypsoma SAS) : Développeur / SEO / Graphisme / Marketing Digital
Michel Puech a collaboré de 2010 à 2014.